# جاك فيفري
جاك فيفري (بالفرنسية: Jacques Faivre)‏ هو كاهن كاثوليكي فرنسي، ولد في 11 أغسطس 1934 في ليون في فرنسا، وتوفي في 13 أغسطس 2010 بسبب نوبة قلبية.